# Palais (Thouet)
Der Palais ist ein Fluss in Frankreich, der im Département Deux-Sèvres in der Region Nouvelle-Aquitaine verläuft. Er entspringt unter dem Namen Ruisseau des Arcis im Gemeindegebiet von Clessé, entwässert zunächst in südwestlicher Richtung, dreht dann aber auf Ost und mündet nach rund 24 Kilometern an der Gemeindegrenze von Parthenay und Le Tallud als linker Nebenfluss in den Thouet.

## Orte am Fluss
- Hérisson, Gemeinde Pougne-Hérisson
- Saint-Aubin-le-Cloud
- Parthenay

## Sehenswürdigkeiten
- Der kleine Ort Hérisson, am Oberlauf des Flusses, verfügt über drei mittelalterliche Bauwerke, die als Monument historique eingetragen sind: das Schloss, die Herberge und die Kirche Saint-Georges.